# Consonne occlusive injective bilabiale voisée
La consonne occlusive injective bilabiale voisée est un son consonantique existant dans certaines langues. Le symbole dans l'alphabet phonétique international est [ɓ].

## Caractéristiques
Voici les caractéristiques de la consonne occlusive injective bilabiale :
- Son mode d'articulation est occlusif, ce qui signifie qu'elle est produite en obstruant l’air du chenal vocal.
- Son point d’articulation est bilabial, ce qui signifie qu'elle est articulée avec les deux lèvres.
- Sa phonation est voisée, ce qui signifie que les cordes vocales vibrent lors de l’articulation.
- C'est une consonne orale, ce qui signifie que l'air ne s’échappe que par la bouche.
- C'est une consonne centrale, ce qui signifie qu’elle est produite en laissant l'air passer au-dessus du milieu de la langue, plutôt que par les côtés.
- Son mécanisme de courant d'air est ingressif glottal, ce qui signifie qu'elle est articulée grâce à un mouvement de l'air vers l'arrière produit par un abaissement de la glotte.

## Langues avec ce son
- haoussa : [ɓarawo], « voleur »
- hawu : [ɓaha] « laver »
- shimaoré : [ɓaɓa] « papa »
- sindhi : [ɓarʊ] « enfant »
- tukang besi : [aɓa] « précédent »
- kimatuumbi : [ɓalaka] « chance »